# Геллер Олена Олександрівна
{(переписати}}
Геллер Олена Олександрівна — українська громадська діячка, науковець, російськомовна поетеса.
Народилася 24 січня 1961 року в Донецьку в родині євреїв. Батько Олександр Львович (1935) був металознавецем-термістом; мати Лідія Абрамівна (1935) - інженер-конструктором.
Закінчила Донецький політехнічний інститут (1978-83) за напрямком "Автоматика і телемеханіка", інженер-електрик.
Чоловік Шефтелович Родіон Григорович (1951) — інженер-програміст, працював в АТ "Точмаш"; син Дмитро (1988); дочка Ольга (1997). Проживають з 1999 року родиною в Німеччині, де Олена (на даний час громадянка Німеччини) працює програмістом в приватній компанії.
03.1998 балотувалась в народні депутати України по виборчому округу N 45 Донецької області, від вибор. блоку "Трудова Україна" N 67 в списку. Отримала 9 місце з 13 претендентів.
Працювала молодшим науковим працівником Інституту гірничої механіки ім. М.Федорова, чл. ГКУ. З 08.1983 - інженер, з 07.1990 - молодший науковий працівник, Інститут "Інсистемшахт", м.Донецьк. З 11.1996 - молодший науковий працівник, Інститут гірничої механіки ім. М.Федорова. З 04.1998 - кореспондент газети "Донецкий кряж". З 05.1992 - член ГКУ, з 02.1994 - член координаційної ради Донецької міської організації ГКУ, з 10.1994 - голова Донецької обласної організації ГКУ, з 11.1994 - секретар ГКУ (з 08.1998 - Слов'янської партії).
Автор 4 наукових праць і 1 винаходу. Пише вірші та коротку прозу на суспільно-політичну тематику, публікує переважно в Інтернет та в соцмережах. Книга О.Геллер "Те, кто должен ответить" вийшла в 2017 році друком.
Для творів автора характерне несприйняття подвійних стандартів та українського націоналізму.
Володіє англійською та німецькою мовами. Захоплення: комп'ютери, фантастика.